# Вишенки (Можайский район)
Вишенки — деревня в Можайском районе Московской области, в составе сельского поселения Замошинское. Численность постоянного населения по Всероссийской переписи 2010 года — 31 человек. До 2006 года Вишенки входили в состав Замошинского сельского округа.
Деревня расположена на западе района примерно в 9 км к югу от Уваровки, на левом берегу реки Протва, высота над уровнем моря 218 м. Ближайшие населённые пункты — Панино на противоположном берегу реки, Горки на востоке и Бурцево на северо-западе.